# Košická Belá
Košická Belá – wieś (obec) na Słowacji położona w kraju koszyckim, w powiecie Koszyce-okolice. Pierwsze wzmianki o miejscowości pochodzą z roku 1297. 
Według danych z dnia 31 grudnia 2012, wieś zamieszkiwały 983 osoby, w tym 480 kobiet i 503 mężczyzn.
W 2001 roku rozkład populacji względem narodowości i przynależności etnicznej wyglądał następująco:
- Słowacy – 99,57%
- Czesi – 0,11%
- Rusini – 0,11%
- Węgrzy – 0,11%

Ze względu na wyznawaną religię struktura mieszkańców kształtowała się w 2001 roku następująco:
- Katolicy rzymscy – 94,68%
- Grekokatolicy – 0,32%
- Ewangelicy – 0,21%
- Prawosławni – 0,43%
- Ateiści – 2,55%
- Nie podano – 1,49%